# Winefride de Treffynnon
Pour les articles homonymes, voir Winifred.
 (février 2024).
Si vous disposez d'ouvrages ou d'articles de référence ou si vous connaissez des sites web de qualité traitant du thème abordé ici, merci de compléter l'article en donnant les références utiles à sa vérifiabilité et en les liant à la section « Notes et références ».
Winefride de Treffynnon (en gallois : Gwenffrewi, ou en anglais moderne Winifred) est une noble dame galloise du VIIe siècle morte martyre en 660 et reconnue sainte par l'Église catholique. Elle est liturgiquement commémorée le 2 novembre et le 22 juin à Holywell (en gallois Treffynnon).
Le sanctuaire Sainte-Winefride de Holywell est construit autour de la source qui porte le nom de la sainte ; la Conférence des évêques catholiques d’Angleterre et du pays de Galles lui donne depuis novembre 2023 le statut de sanctuaire national. C’est aussi un monument classé de grade I.

## Biographie
Les plus anciens récits de la vie de  Winefride remontent au XIIe siècle. Selon la légende, elle était la fille d'un chef de Tegeing (aujourd'hui Flintshire), le noble gallois Tyfid ap Eiludd. Sa mère était Wenlo, une nièce de saint Beuno, membre d'une famille étroitement liée aux rois du sud du pays de Galles.

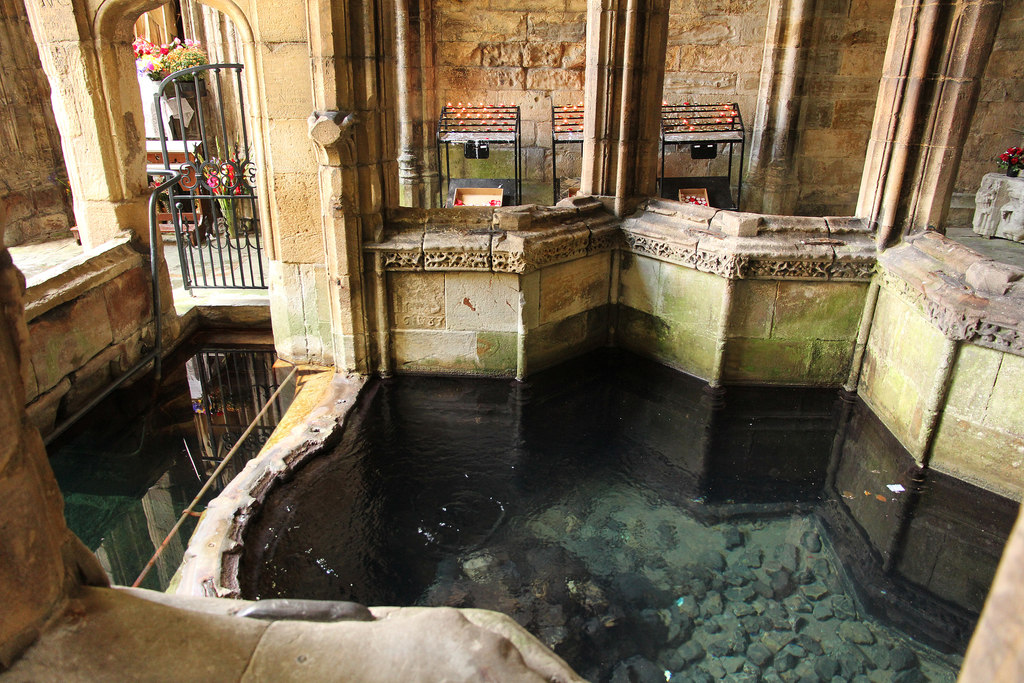
La source et le bassin du sanctuaire Sainte-Winefride à Holywell.

Selon la légende, son prétendant, Caradog, fut furieux qu'elle décide de devenir nonne et, lorsqu'elle refusa ses avances, il la décapita. Une source de guérison apparut à l'endroit où sa tête était tombée, puis celle-ci fut rattachée à son corps grâce aux efforts de Beuno, et elle fut ramenée à la vie. Voyant le meurtrier s'appuyer sur son épée d'un air insolent et provocateur, Beuno invoqua le châtiment du ciel et Caradog tomba mort sur place, la croyance populaire voulant que le sol se soit ouvert et l'ait englouti
Le lieu est devenu un centre de pèlerinage, un des plus importants du pays de Galles. C'est le bourg de Treffynnon (en anglais Holywell) dans le Flints.

## Dans la fiction
- Le transfert (fictif) des reliques de sainte Winefride au monastère de Shrewsbury est un élément important du roman policier historique Trafic de reliques, d'Ellis Peters, premier des vingt romans mettant en scène le bénédictin Frère Cadfael. Elle est également évoquée à diverses reprises au cours des autres romans de la série.
- Dans le film The Green Knight (2021) de David Lowery, Sire Gauvain aide Sainte Winefride à retrouver sa tête, que son meurtrier a jetée dans une mare.